# Список лучших альбомов США 2013 года (Billboard)

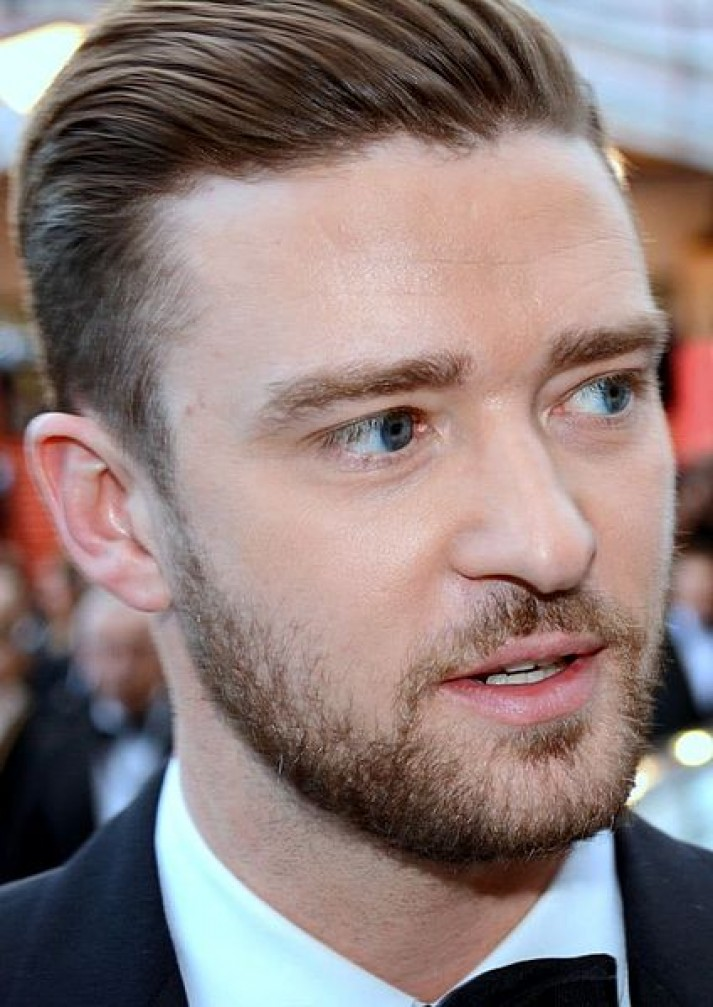
Альбом «The 20/20 Experience» американского певца Джастина Тимберлейка стал лучшим в США.

Список лучших альбомов США 2013 года (Billboard Year End Charts) — итоговый список наиболее популярных альбомов журнала Billboard по данным продаж за 2013 год.

## Общие сведения
Лучшим альбомом года по продажам стал «The 20/20 Experience» американского певца Джастина Тимберлейка, выпущенный 15 марта 2013 года под лейблом RCA Records. The 20/20 Experience дебютировал на первом месте в американском чарте Billboard 200 с продажами 968 000 копий за первую неделю и стал вторым альбомом Джастина, возглавившим чарт с первой недели после выхода в продажу, и лучшим бестселлером за одну неделю в его сольной карьере.
Вторым альбомом года по продажам стал «Red». Это 4-й студийный альбом американской кантри-певицы Тейлор Свифт, выпущенный ещё 22 октября 2012 года под лейблом Big Machine. Альбом дебютировал в чарте Billboard 200 сразу на первом месте, разошедшись за первую неделю продаж рекордным для 2012 года тиражом более 1,2 миллиона копий, это самый большой показатель продаж за последние десять лет. К декабрю 2013 года общий тираж перевалил за 3,91 млн экземпляров в США. Red стал вторым самым успешным по тиражу в дебютную неделю альбомом среди всех певиц после диска Бритни Спирс Oops!… I Did It Again (1,3 млн).
- Пятый студийный альбом Beyoncé американской певицы Бейонсе, всего две недели в декабре лидировавший в  Billboard 200 смог в итоге войти в итоговый годовой список лучших альбомов. Что стало для Бейонсе уже 6-м подобным случаем (с учётом карьеры в Destiny's Child). Ранее в итоговом Top 10 так часто имели успех только три исполнителя за всю цифровую эру Nielsen SoundScan (с 1991): Garth Brooks, Mariah Carey и Eminem в шесть различных лет входили со своими альбомамми в итоговый Top 10[9].

## История
| Место | Альбом                                | Исполнитель             | Примечания                                                                                       |
| ----- | ------------------------------------- | ----------------------- | ------------------------------------------------------------------------------------------------ |
| 1     | «The 20/20 Experience»                | Джастин Тимберлейк      | #1 R&B/Hip-Hop Albums, #1 Digital Albums                                                         |
| 2     | «Red»                                 | Тейлор Свифт            | #1 Country Albums                                                                                |
| 3     | «Take me home»                        | One Direction           | #1 Canadian Albums                                                                               |
| 4     | «Unorthodox Jukebox»                  | Бруно Марс              | #4 Canadian Albums                                                                               |
| 5     | «Babel»                               | Mumford & Sons          | #1 Rock Albums, #1 Independent Albums, #1 Alternative Albums, #1 Folk Albums, #2 Canadian Albums |
| 6     | «Night Visions»                       | Imagine Dragons         | #2 Rock Albums, #2 Digital Albums, #5 Canadian Albums                                            |
| 7     | «Here's to the good times»            | Florida Georgia Line    | #2 Country Albums                                                                                |
| 8     | «The Truth About Love»                | P!nk                    | #3 Canadian Albums                                                                               |
| 9     | «Crash My Party»                      | Люк Брайан              | #3 Country Albums                                                                                |
| 10    | «Unapologetic»                        | Рианна                  | #2 R&B/Hip-Hop Albums, #7 Canadian Albums                                                        |
| 11    | «Nothing was the same»                | Дрейк                   | #1 Rap Albums, #3 R&B/Hip-Hop Albums, #5 Digital Albums                                          |
| 12    | «Magna Carta... Holy Grail»           | Jay Z                   | #3 Digital Albums, #4 R&B/Hip-Hop Albums                                                         |
| 13    | «The Lumineers»                       | The Lumineers           | #3 Rock Albums, #8 Digital Albums                                                                |
| 14    | «The world from the side of the moon» | Phillip Phillips        | #4 Rock Albums,                                                                                  |
| 15    | «The Heist»                           | Macklemore & Ryan Lewis | #4 Digital Albums                                                                                |
| 16    | «The Marshall Mathers LP»             | Эминем                  | #9 Digital Albums                                                                                |
| 17    | «Based on a True Story…»              | Блейк Шелтон            | #4 Country Albums                                                                                |
| 18    | «Night Train»                         | Джейсон Олдин           | #5 Country Albums                                                                                |
| 19    | «Random Access Memories»              | Daft Punk               | #11 Digital Albums                                                                               |
| 20    | «Pitch Perfect»                       | Soundtrack              | #10 Digital Albums                                                                               |